# Enuresi
L'enuresi (pronuncia: /enuˈrɛzi/) è il ripetuto rilascio involontario di urina nei vestiti o a letto in una fase di sviluppo in cui il controllo degli sfinteri dovrebbe già essere acquisito.
La maggior parte dei bambini raggiunge il controllo degli sfinteri di giorno e di notte all'età di 5 anni. Può essere primitiva (non c'è raggiungimento del controllo degli sfinteri) o secondaria (regressiva), ma circa il 90% dei bambini ha un problema di tipo primario. L'enuresi secondaria viene diagnosticata tra i 5 e gli 8 anni. Viene diagnosticata un'enuresi quando si ha, come minimo, il rilascio di urina due volte alla settimana fino a tre mesi di seguito.

## Trattamento
- È importante ottenere la collaborazione del bambino nell'affrontare tale problema. Premiarlo per non aver bagnato il letto si dimostra utile.
- Vanno assolutamente scoraggiate punizioni e umiliazioni al bambino, per il fatto che la maggior parte dei casi di enuresi non ha origine nota, altri hanno una base psicogena ed in ogni caso è una condizione che non dipende assolutamente dalla volontà del bambino.
- I bambini dovrebbero urinare prima di andare a letto.
- Non occorre portare in bagno ripetutamente il bambino durante la notte senza motivo. Anzi, può risultare controproducente e suscitare irritazione nel genitore.
- Bere abbastanza durante la giornata, evitare bibite come il tè, il latte o bibite zuccherate durante la sera non sembra efficace a prevenire l'enuresi.
- La ICCS (childrens internationalcontinence society) consiglia una terapia comportamentale per correggere l'abitudine minzionale insieme all'uso di un allarme notturno se la famiglia è motivata.
- In casi particolari, sotto controllo di un neurologo, può dare buoni risultati la somministrazione di imipramina.
- Dietro prescrizione medica, per periodi brevi la somministrazione di desmopressina immediatamente prima del sonno e a debita distanza dall'ultima assunzione di liquidi.
- Rivolgersi ad uno specialista psicoterapeuta dell'età evolutiva se si sospetta una componente psicologica.

## Mutandine assorbenti
Per i bambini in età scolare, esistono in commercio delle mutandine assorbenti progettate per i bambini che bagnano il letto di notte. Queste vengono indossate sotto il pigiama. Questo non risolve il problema, ma lo rende solo meno fastidioso.
Tuttavia, alcuni studi indicano che l'uso esteso dei pannolini al fine del palliamento del problema potrebbe interferire in maniera significativa con il naturale apprendimento dello stare asciutti di notte, soprattutto in persone affette da serie disabilità.

## Aspetti psicologici
L'enuresi comporta tanto nel bambino quanto nell'adolescente una discreta limitazione dei momenti sociali portando in alcuni casi all'isolamento causato dal rifiuto di attività che implicano l'uscita ed il pernottamento fuori dall'ambiente familiare.
La sofferenza psicologica è strettamente legata al senso di vergogna provato a causa del comportamento derisorio dei coetanei e talvolta dal disgusto e dall'incomprensione di chi si prende cura del bambino. Condizioni ereditarie, i problemi di respirazione, l'obesità, la costipazione, una vescica iperattiva o una produzione elevata di urine possono essere le cause per l'enuresi primaria. Una infezione, la nascita di un fratello, l'inizio della vita scolastica, il manifestarsi di conflitti nella coppia genitoriale ecc. possono essere cause attribuibili all'enuresi secondaria.
Non bisogna poi dimenticare le possibili cause di sofferenza neurologica, una fra tutte, la spina bifida occulta.